# سندرم ویلدرفانک
سندرم ویلدرفانک (انگلیسی: Wildervanck syndrome) که با نام «سندرم گوشی-چشمی-گردنی» هم شناخته می‌شود، یک بیماری نادر است که سه مشخصهٔ زیر را دارد:
1. سندرم دوئین
2. نشانگان کلیپل فایل (مهره‌های گردنی به‌هم‌چسبیده)
3. کاهش شنوایی مادرزادی

سندرم ویلدرفانک یک اختلال تکاملی است که ممکن است با بخش‌های اضافی گوش خارجی (مثلاً زبانه گوش اضافی) همراه باشد.
این بیماری را نخستین بار، یک پزشک هلندی به نام «ل.س. ویلدرفانک» در سال ۱۹۵۲ میلادی توصیف کرد.